# توماس کارتر (کارگردان)
توماس کارتر (انگلیسی: Thomas Carter؛ زادهٔ ۱۷ ژوئیهٔ ۱۹۵۳) کارگردان فیلم آمریکایی است. وی از سال ۱۹۷۵ میلادی تاکنون مشغول فعالیت بوده‌است.
توماس کارتر در ۱۷ ژوئیه ۱۹۵۳ در آستین، تگزاس به دنیا آمد و در اسمیتویل، تگزاس بزرگ شد. پس از فارغ‌التحصیلی از دبیرستان، کارتر ثبت نام کرد و در دانشگاه ایالتی تگزاس در سن مارکوس، تگزاس، شرکت کرد. او در سال ۱۹۷۴ مدرک لیسانس هنرهای زیبا خود را در رشته تئاتر دریافت کرد. کارتر پس از دوران تحصیلی خود، در سال ۱۹۹۲ جایزه «دانشجوی برجسته» را از دانشگاه ایالتی تگزاس دریافت کرد.

## فیلمشناسی

### آثار کارگردانی در سینما
- بچه‌های سوینگ (۱۹۹۳)
- مترو (۱۹۹۷)
- آخرین رقص را نگه دار (۲۰۰۱)
- مربی کارتر (۲۰۰۵)
- دست‌های هدیه‌داده‌شده: داستان بن کارسون (۲۰۰۹)
- زمانی که بازی قد علم می‌کند (۲۰۱۴)